# Adolf Ledebur
Karl Heinrich Adolf Ledebur (11 de enero de 1837, Blankenburg - 7 de junio de 1906, Freiberg) fue un metalúrgico alemán descubridor de ledeburita. 

## Vida
Ledebur era hijo de un jefe de correos, que murió en 1856. Estudió desde 1856 en el Collegium Carolinum en Brunswick. En 1858, tuvo que interrumpir sus estudios por razones económicas, dejar de fumar y trabajó en Zorge y más adelante en Rübeland como gerente. En 1859 admitieron a Ledebur al examen como Hüttenoffiziant. Tras el examen comienza a trabajar en 1862 como aspirante a Supervisor de Fundición (Hüttenschreiber) en la acería del conde Otto zu Stolberg-Wernigerode en Ilsenburg. En 1866 se casa con la hija del Supervisor de la fundición, Eduard Schott. Entre 1869 y 1871 llevó el funcionamiento de la fundición de hierro Schwarzkopff en Berlín, luego se trasladó a la fundición de los condes de Einsiedel en Groeditz, donde recientemente se desempeñó como supervisor. 

## Trabajo
Fue nombrado director en 1875 del Laboratorio de acero a la Escuela de Minas de Freiberg. Ledebur obtuvo el reconocimiento gracias a su estudio del sistema eutéctico hierro-carbono. En 1882 detecta la de aparición durante el enfriamiento de arrabio fundido un conglomerado de grano fino de perlita y cementita, que se llama en su honor ledeburita. 
Entre 1896 y 1898 Ledebur trabajó como consultor para la construcción de una industria siderúrgica en Japón, y también se le ofreció una plaza de metalurgia en la Universidad de Tokio. Según sus planes, el establecimiento de la Steel Works Imperial era Yawata en la prefectura de Fukuoka en Kyushu, cuyas instalaciones fueron suministradas por Alemania con un valor de 5 millones de Reichsmark. 
Desde 1899 hasta 1901 Adolf Ledebur fue rector de Freiberg. Entre 1903 y 1905 Ledebur fue de nuevo rector de la universidad. 
De sus numerosas publicaciones sobre la industria del hierro y el acero se publicó por primera vez en 1883 traducido a varios idiomas el manual del hierro y fundición de acero, que se sometió a una serie de requisitos. Es de destacar que no hubo orientación ya incluida en el cálculo de la contabilidad y el costo.

## Honores
Ledebur fue galardonado con varias medallas en Rusia, Japón, Sajonia y España. En el año 1930 el edificio de nueva construcción del instituto de siderúrgica de la Universidad de Freiberg se llamó edificio Ledebur. Además, en Freiberg la calle Ledeburstraße lleva su nombre. La Asociación de Profesionales de fundición alemanes (VDG) fundada en 1934 creó en su honor la Medalla Conmemorativa Adolf-Ledebur por servicios a la industria de la fundición.